# Geschichte der Studentenwohnheime im deutschsprachigen Raum
Die Entwicklung von Studentenwohnheimen beschreibt die Entwicklung der Wohnsituation von Studenten im deutschsprachigen Raum seit dem späten Mittelalter, mit besonderer Berücksichtigung der Entwicklung in Wien.

## Hospicia
Zur Zeit der Gründung der Universitäten wurde in den Städten hospicia für Magister und Scholaren von den Universitäten angemietet. Die Bezeichnung hospicia stammt aus dem Lateinischen und bedeutet in das Deutsche übersetzt Gast, Wirtin, Gastfreundschaft, Herberge. In den Herbergen wohnten die Magister und Scholaren nicht nur, sondern es wurden auch Vorlesungen abgehalten.
Die Weiterentwicklung der Herbergen sind die Bursen und Kodreien. Der Wandel von der Herberge zu den Bursen wird in der Literatur nicht mit Jahreszahlen angegeben, sie werden aber in Quellen in das 14. Jahrhundert datiert.

## Burse, Kolleg, Kodrei
Im Mittelalter mieteten die Magister und Bakkalare Bürgerhäuser, Arbeitsräume oder waren Eigentümer von Häusern, die für eine Wohngemeinschaft geeignet waren. Sie benötigten die Zustimmung einer Fakultät für die Eröffnung einer Burse und mussten auch die Funktion eines Bursenrektors, auch Konventor genannt, übernehmen. Sie trugen die Verantwortung für die Scholaren und erteilten in der Burse auch privaten Unterricht. Die Studenten aus betuchten Familien fanden in organisierten Bursen gegen die Entrichtung der bursa (Geldbetrag) Kost und Quartier. Für einige Studenten gab es auch Stipendien von Stiftungen, die für die Kosten aufkamen. Die Empfänger der Studienhilfe wurden bursa oder bursarius genannt. Die Wohngemeinschaften wurden auch als ein Unternehmen geführt, da die Bursen den Konventor finanziell unterhalten sollten. Daher waren die Konventoren bestrebt, möglichst wohlhabende Studenten anzuziehen, und lagen miteinander in Konkurrenz. Die Bewohner der Burse mussten dem Konventor zusätzlich für den Unterricht noch Honorare (pastus) zahlen sowie zusätzlich die Pflege und Beheizung des Hauses.
So entstanden private Wohngemeinschaften. Für einen wirtschaftlichen Erfolg der Burse waren oftmals auch ein Stifter mit dem Besitz von Gründen oder Häusern, Studenten mit Stipendiatenplätzen und Renteneinkünfte notwendig. Die Wohnplätze in den Unternehmerbursen wurden nicht nur an Studenten der Stadt vergeben, sondern auch an externe Scholaren, Kaufleute und Handwerker gegen die Entrichtung einer Miete.
Es gibt sowohl zeitliche als auch regionalsprachliche Unterschiede in der Benennung der Begriffe Burse oder Kolleg, weshalb häufig der Zweck der benannten Einrichtung nicht genau definiert werden kann und somit einzelne Einrichtungen nicht sicher als Burse oder Kolleg zugeordnet werden können. Das Kolleg war im Universitätsleben angesehener und prestigeträchtiger als eine Burse oder eine Kodrei.
Der Begriff Collegium wurde schon im Mittelalter geprägt. Das Collegium waren mehrere Personen, die ein gemeinsames Ziel im geistlichen oder weltlichen Bereich verfolgten. Der Begriff wurde für religiöse Gemeinschaften, Zünfte, Gilden, städtische Räte und Bruderschaften verwendet. Im Mittelalter waren Studium und Kirche sehr eng miteinander verknüpft und somit entstanden viele universitäre Einrichtungen. Die französischen und englischen Universitätskollegien waren für die Graduierten und Studenten gleichermaßen eine karitative und religiöse Stiftung. Zur gleichen Zeit im römischen Reich entstand ein anderer Kollegstyp, den nur Doktoren und Magister besuchen konnten. Dieser Typ hatte das Ziel, eine noch anspruchsvollere und gehobenere Ausbildung anzubieten.
Für finanziell weniger betuchte Studenten war es möglich, sich in eine Kodrei einzumieten, unter der Voraussetzung des Nachweises, die bursa oder die Kosten für die Immatrikulation nicht zahlen zu können. Jene Personen wurden dann in den Universitätsmatrikeln mit pauper oder nihil dedit quia pauper eingeschrieben. Die Kodreien werden auch „studentische Bettelkottern“ genannt. Dabei hatte man für zehn Pfennig bis zwei Groschen nur ein Dach über dem Kopf. Die Kodreien waren mit vielen bettelarmen Studenten besetzt. Auch in den Kodreien gab es einen Magister, der den Posten des Konventors übernehmen musste, dessen Einkünfte entsprechend geringer ausfielen. Da die Studenten in Kodreien keine Stiftungsgelder erhielten, mussten sie sich ihre bursa erarbeiten oder erbetteln. Es gab in den studentischen Bettelkottern wenige gestiftete Plätze, die jedoch meist durch Beziehungen vergeben wurden. Viele Studenten entschieden sich stattdessen dazu, in wenig beaufsichtigten Armenhäusern zu wohnen, um sich nicht von den Zwängen der Bursen einschränken zu lassen, was dazu führte, dass viele Bursen leer blieben und die Armenhäuser mehr als überfüllt waren und kaum noch private Bursen geöffnet waren. Auch die Stiftungsbursen fanden weniger Stipendiaten.

## Österreich 16. bis 18. Jahrhundert
Der Umschwung des Humanismus führte dazu, dass viele Studenten in einer „Bude“ oder privatim wohnten. In Österreich steigerten die Reformationsversuche von Ferdinand I. und die Türkenbelagerung Wiens von 1529 steigerten den Verkauf von Kodreien und Bursen. Wegen der ersten Türkenbelagerung wurde das gesamte System der Bursen, Kodreien und Stiftungen in Österreich durcheinander geworfen und nicht organisiert. Die Belegung durch Studenten nahm ab.
Im 17. Jahrhundert wurden die Privatbursen verkauft, die Stiftungsbursen wurden als Stiftungen weitergeführt, die ihre Beträge auszahlten. Diese Art von Stipendien wurde als „Handstipendium“ betitelt. Dabei musste der Student selbst mit dem von der Stiftung vergebenen Geld sich den Lebensunterhalt und Quartier einteilen und bezahlen. Die Handstipendien favorisierten immer mehr Studenten im 16. Jahrhundert, die ersten wurden 1528 vergeben. Die Bursenstiftungen aus dem Mittelalter wurden später von staatlichen Stellen oder von der Universität übernommen und geführt. Die Stiftungen, die noch in privater Hand waren, wurden 1938 mit der Gleichschaltung der Nationalsozialisten geschlossen. Seitdem sind die einzelnen Stiftungen in Österreich in der gesammelten Stiftung der Universitäten Wien zusammengefasst.
Das Leben in einem eigenen Quartier brachte häufig für die weniger begüterten Studenten eine Wohnsituation in Verschlägen auf Dachböden, in Kellerräumen und Kammern mit sich. Das hatte zur Folge, dass das Studentenbetteln fortgesetzt wurde, was seine Anfänge in den 1420er Jahren hatte. Nachdem keine Bursen und Kodreien mehr existierten, erreichte dieses Betteln im 17. Jahrhundert seinen Höhepunkt. Neben dem Betteln bestand noch die Möglichkeit, sich als famuli in verschiedenen Tätigkeitsbereichen Geld zu verdienen. Im 18. Jahrhundert wandelte sich der Begriff der famuli zu dem Begriff Werkstudenten.
In der Zeit nach dem Ersten Weltkrieg verschlechterte sich durch die wirtschaftlichen Bedingungen auch die finanzielle Situation der Studenten, sodass sie auch Arbeiten als Eintänzer oder Tellerwäscher und als Hilfskräfte bei Frisören, Buchbindern, Bäckern oder in der Mensa annehmen mussten.

## Deutschsprachiger Raum ab dem 19. Jahrhundert

### 19. Jahrhundert bis zum Zweiten Weltkrieg

#### Korporationshäuser
Ab dem späten 19. Jahrhundert begannen viele Studentenverbindungen, eigene Häuser anzukaufen oder zu errichten. In diesen Korporations- oder Verbindungshäusern diente als zentraler Raum eine Kneipe, die für Veranstaltungen und Versammlungen der Verbindung gedacht war. Neben den Kneipen war in den pflichtschlagenden Verbindungen ein Fechtboden oder Paukraum mit Bad eingerichtet, eine Bibliothek, eine Küche und Vorratsräume. Diese Häuser wurden ab 1880 vermehrt errichtet. Durch vornehmen Baustil und luxuriöse Inneneinrichtungen wollten die Burschenschaften ihren Status und ihre Exklusivität hervorheben. Korporationshäuser weisen in der Regel auch Zimmer auf, die an die studierenden Mitglieder der Verbindung vermietet werden. Die Mieten in den „Studentenbuden“ waren je nach den finanziellen Mitteln des zugehörigen Altherrenverbandes hoch oder niedrig. In den meisten Fällen gab es in Bezug auf die Miete einen bestimmten Unkostenbeitrag für die Verbindungsmitglieder, wobei sich Nicht-Mitglieder heutzutage ebenfalls in die Bude zu einem höheren Preis einmieten können.

#### Wohnheim des Bauhauses in Dessau (1925)
Architekt des Wohnheims des Bauhauses in Dessau war Walter Gropius. Die Grundsätze der Planung für das Wohnheim war es, Räume für die Ausbildung und Versorgung der Gemeinschaft mit Essen und sozialen Interaktionspunkten zu schaffen. Das Wohnhaus war zur Zeit der Errichtung  mit der Lösung und Verknüpfung der Wohnfläche, Ausbildungsfläche und Sozialfläche als fortschrittlich anzusehen. In den Obergeschossen finden 28 Studenten Platz. Das Wohnheim hebt sich trotz der großzügigen Glasflächen vom Lehrtrakt ab und zeigt die Funktion des Wohnens.

#### WIHAST in Österreich
Die Wirtschaftshilfe der Arbeiterstudenten Österreichs (WIHAST) eröffnete im Jahr 1923 ein Studierendenwohnhaus mit 14 Betten. In Innsbruck beschloss man 1930 ein weiteres Studentenheim zu errichten, das als Übergangslösung für die Wohnungsnot der Studenten dienen sollte. Das bestehende Heim umfasste nur 100 Betten. Wegen des Anschlusses Österreichs an Deutschland Reich und des Beginns des Zweiten Weltkrieges wurden die Pläne verworfen. Bereits 1934 konnte die WIHAST 140 Studierenden eine Unterkunft bieten. Die Unterkünfte waren in Ein-, Zwei- und Dreibettzimmer eingeteilt. Mit dem Anschluss Österreichs musste die WIHAST die Gebäude an die Deutsche Hochschülerschaft übergeben. Während der Kriegsjahre wurden die Studentenwohnheime als Lager für kriegsverletzte Studenten verwendet.

### 1945 bis zum Beginn des 21. Jahrhunderts
In der Nachkriegszeit vermittelte der Hauptausschuß der ÖH an der Universität Wien den Studenten u. a. auch Wohnplätze. Durch die Vermittlung gab es eine große Zahl von Werkstudenten. An der Universität Wien waren teilweise 60 Prozent der Studenten als Werkstudenten tätig. In den 1950er konnten durch das Studienförderungsgesetz wieder mehr Stipendien verteilt und gewährt werden. Die ÖH gründete 1959 die ÖH die Österreichische Studentenförderungsstiftung, die in Wien sechs Studentenheime mit insgesamt 525 Betten verwaltete. In der Säulengasse 18 und der Billrothstraße 9 konnte die WIHAST 1947 ihre Studentenhäuser wieder erlangen und den Betrieb aufnehmen.
In den Nachkriegsjahren hatte der Bau von Studentenwohnheimen in der Bundesrepublik Deutschland stark an Bedeutung gewonnen. Zwischen den Jahren 1948 und 1958 verdoppelte sich die Zahl der inskribierten Studenten. Bereits im Juli 1961 waren 330 Studentenwohnheime mit 27.000 Plätzen errichtet und weitere 50.000 Heimplätze folgten. Man hatte das Ziel, mindestens 30 % der studierenden Bevölkerung in den Studentenwohnheimen unterzubringen. Die Universitäten befürworteten die Errichtung der Wohnbauten für Studenten durch Korporationen oder Privatinvestoren, da dies seit Ende des Zweiten Weltkrieges gut funktionierte. Es sollte keine Trennung nach Fakultäten oder Semestern erfolgen, die Privatsphäre sollte berücksichtigt werden, Besuchszeiten bis 23 Uhr möglich sein sowie eine Verpflichtung der Studenten zu allgemeinen Verwaltungsdiensten, Telefondienst oder Tätigkeit in der Bibliothek bestehen. Daher kam in Deutschland und Österreich kein derartiges Campusleben auf wie in Großbritannien oder den Vereinigten Staaten.
Für die planenden Architekten in der Bundesrepublik Deutschland war es eine Herausforderung, auf der Grundlage des Düsseldorfer Wohnheimplanes von 1959 die sozialen Aspekte mit den bildenden Aspekten zu verbinden. Die Architekten lehnten sich jedoch bei der Entwicklung von Studentenwohnheimen mehr an die Gesichtspunkten des sozialen Wohnbaus an. Man plante Einzelzimmer mit Bad zu einer Fläche von 10 m² bis 12 m² und platzierte in jedem Geschoss eine Teeküche und die Aufschließungsform.
Seit der Nachkriegszeit verändern sich die verschiedene Faktoren, die die bauliche Gestaltung von Studentenwohnungen beeinflussen. So bestand nach dem Zweiten Weltkrieg vordergründig die Notwendigkeit, eine Vielzahl von Zimmern für Studenten zu schaffen, da auch viele Studenten aus dem Krieg an die Universitäten zurückkehrten. In den 1960er und 1970er Jahren wurde auch der soziale Faktor beim Bau eines Studentenwohnheimes wichtig. Es wurde mehr auf eine Gemeinschaftsbildung innerhalb des Studentenheimes geachtet. In den 1980er und 1990er kamen die fortschreitenden technologischen Entwicklungen hinzu, die auch in den Studentenwohnheimen Einzug finden sollten. Viele Studentenheime wurden zu dieser Zeit modernisiert und revitalisiert.
Moderne, innovative Studentenheime des 21. Jahrhunderts berücksichtigen die individuellen Bedürfnisse der Studenten bezüglich der Ausstattung der Räumlichkeiten mit Privatzimmer, Bad, Waschsalon, Internetzugang sowie vorhandene Sozialräume.

## Studenten in Wien und der K.u.K. Monarchie
Bursen, Kollegs und Kodreien in Wien waren das Kollegium St. Nikolaus in der Singerstraße 13, die Rosenburse in der Postgasse 8, die Lammburse Burse Agni auf dem Dr.-Ignaz-Seipel-Platz, die Bruckburse Bursa Pontis auf dem Ignaz-Seipel-Platz 1, die Löwenburse in der Wolfengasse 3, die Kodrei Goldberg Codria Aurei Montis am Fleischmarkt 28 und die Kodrei Pankota zunächst in der Singerstraße und später in der Fleischerstraße 24.

### Bursam stantes
Die Studenten, die aus betuchten Familien kamen, bezeichnete man als extra bursam stantes. Diese Gruppe an der Alma Mater Rudolphina konnte sich vom Rektor eine Ausnahmegenehmigung einholen, um sich eigenständig in ein Privathaus einzumieten. Diese Genehmigung war notwendig, da die Stadt Wien von der Wiener Universität ersucht wurde, den Bewohnern das private Vermieten an Studenten zu verbieten.

### Burse oder Kolleg in Wien
Das Collegium ducale in Wien hatte den Charakter eines selbständigen, klösterlichen Lebens in einer Gemeinschaft. Zum Zeitpunkt der Gründung lehrten an dem Kolleg zwölf Artistenmagister und zwei Doktoren der Theologie. Die Gemeinschaft wurde von einem Prior geführt, der sich um die wirtschaftliche Lage des Kollegiats kümmerte. Anfangs war es eine Verpflichtung, enthaltsam im Kolleg zu leben, allerdings wurde diese Pflicht bald wieder aufgehoben. Eine Aufnahme von Scholaren, die keine Graduierung hatten, war in einem Kollegiat nicht vorgesehen. In den Statuten des Collegium ducale konnten sich jedoch „ehrenwerte Personen“ oder die Familie der Artisten und Doktoren, die Scholaren oder Diener eines Magisters einmieten.
In den Bursen konnte ein Untermieter eine Stiftung oder ein zahlungsfähiger Student sein. Die Stiftungen als Untermieter waren nicht fähig, eine ganze Burse wegen zu wenig Geldmitteln zu stiften. Sie wollten ihren Schützlingen trotzdem ein Quartier geben. Ebenfalls konnten sich private Personen, wie Kaufleute und Handwerker, in den Quartieren einmieten. Eine weitere Einkunft für die Bursen war die Wirtschaft der Weingärten und des Weinverkaufs.
In Wien ist im 15. Jahrhundert eine dauerhafte Wandlung von Unternehmerbursen zu Stiftungsbursen zu sehen. Die Stifter hatten das Interesse, den Alltag in der Burse nach ihren Vorstellungen zu gestalten. Im 16. Jahrhundert verschwanden die Magister als Konventoren und es wurden mehr Verwalter und Aufsichtsorgane in dem Posten des Provisors eingesetzt. Neben dem Provisor waren weitere leitende Positionen die Präzeptoren und Pädagogen. Diese Stellen wurden meist von älteren Studenten oder Bakkalaren übernommen. Die Magister waren meist nur in der Position des Superintendenten von Stiftungen. Die Präzeptoren und Pädagogen waren verantwortlich für die Wiederholungsübungen und den Elementarunterricht. In der zweiten Hälfte des 16. Jahrhunderts wurde die rudimenta stark vernachlässigt, was in den weiterführenden Studien als Mangel empfunden wurde. Neben den verwandelten Bursen (Privatburse in Stiftsburse) gab es auch die Bursen, die seit der Gründung als Stiftsbursen bestanden. Die alten Stiftsbursen hatten die Privatbursen als organisatorisches Vorbild.
Wegen der Kollegien, die an die Bursen angeschlossen waren, kann eine Verwechslung zwischen Burse und Kolleg entstehen. Die Kollegs sind eine enge Gemeinschaft von Magistern und Doktoren, die sich der höheren Wissenschaft verschrieben haben. Im Gegensatz dazu wurden die Bursen von Artistenmagister oder Bakkalaren geleitet, die den Scholaren die Grundlagen für Vorlesungen lehrten.

### Kodreien in Wien
Die Universitätsbehörde in Wien versuchte, die Kodreien in der Mitte des 15. Jahrhunderts zu reformieren. Man überlegte auch, ob die Kodreien noch einen Sinn machten oder ob sie geschlossen werden konnten. Untersuchungen zeigten, dass 1455 ein Großteil der Bewohner in der Lage gewesen wäre, sich einen Bursenplatz zu finanzieren. Nach einem Aufruf entschieden sich 80 Studenten, dass sie einen Bursenplatz annehmen würden. Dies war die logische Folge auf die Vergünstigung der Bursen. Sie kosteten nun nur noch zwei Groschen. Es stellte sich heraus, dass nicht das Kostgeld das Hauptproblem war, sondern die Zusatzzahlungen an die Magistri. Die jüngeren Studenten wurden als Belastung empfunden, weshalb man sie in andere Unterbringungen verschieben wollte. Dies waren etwa das sogenannte Baccanterien und das Hospital bei St. Stefan oder St. Michael.
Immer weniger beschäftigte sich die Stadt Wien mit den armen Schülern, dass sogar der Landesfürst den Direktor der Universität aufforderte, sich um die armen Schüler zu kümmern. Die Stadtwache entdeckte immer wieder Studenten auf der Straße, da sie sich die Unterkunft nicht leisten konnten. Schlussendlich wurde gegen das Betteln vorgegangen, und mit 18. September 1601 wurden jene Schüler der Stadt verwiesen, die in der Kodrei Goldberg wohnten.
Der Rückgang, der bei den Bursen zu beobachten war, konnte bei den Kodreien nicht bestätigt werden, im Gegenteil: Es gab in Wien 5–6 Kodreien. Namentlich genannt wurden folgende: Goldberg, drei Pankota, die Kodrei des Laurenz Haiden, die Löwenburse, aber auch die Domus Poloni.
In der Zeit unter Ferdinand I. kam es zu umfassenden Reformen im Bursenwesen. Durch die ersten Reformen im Jahr 1533 wurden die Universitäten mit den Bursen und Kollegien untersucht und geprüft. Dabei traten größere Misszustände zu Tage. Durch die Reformation sollte vor allem die Ordnung des Stipendien- und Stiftungswesens wiederhergestellt werden, wobei die „Reformatio nova“ im Jahr 1544 einen Höhepunkt der Reformen Ferdinands darstellte.

## Beispiele für Studentenwohnheime des 20. Jahrhunderts (Auswahl)
- Deutsches Studentenheim, Münster, Deutschland, errichtet 1928, Architekten: Franz Wethmar und Hans Ostermann
- Studentenheim, Lund, Schweden, errichtet 1958, Architekten: Fritz Jaenecke, Sten Samuelson
- Studentenheim Siegmundshof, Abschnitt Ost-Berlin, errichtet 1958, Architekt: Klaus H. Ernst
- Schmalenbachhaus, Köln, errichtet 1961, Architekt: O. M. Ungers
- Wohnheime der Technischen Universität Dresden, Christianstraße, errichtet 1963, Architekten: H. Rettig, R.Ermisch, M. Gruber, K. H. Lohmann
- Großes Studentenwohnheim, Regensburg, errichtet 1967, Architekt: Reinald Neumann
- Wohnheime der Universität Surrey, errichtet 1969, Architekt: Building Design Partnership
- Studentenwohnheim Bochum, errichtet 1969/70, Architekt: Kurt Peter Kremer
- Wohnhochhaus für Studenten, Köln, errichtet 1973, Architekt: W. Ingendaay
- Studentenviertel Oberwiesenfeld in München
- Die Studentenstadt Freimann in München ist die größte Studentensiedlung Deutschlands.

## Beispiele moderner Studentenwohnheime des 21. Jahrhunderts (Auswahl)
- Simons Hall, Cambridge (Massachusetts), errichtet 2002, Architekt: Steven Holl Architects
- Newington Green Student Housing, London, errichtet 2004, Architekt: Haworth Tompkins Architects
- Student Housing Duwo, Delft, Niederlande, errichtet 2007/08, Architekt: Mecanoo Architecten
- Signalhuset, Örestad, Dänemark, errichtet 2007/08, Architekt: NOBEL Arkitekter
- Student Housing, Sant Cugat del Vallès, Spanien, errichtet 2011, Architekt: H Arquitectes and dataAE
- Tietgen Dormitory, Kopenhagen, errichtet 2011, Architekt: Lundgaard & Tranberg Arkitekter
- Basket Apartments, Paris, errichtet 2012, Architekt: OFIS Arhitekti
- Ungdomsboliger Aarhus Havn, Aarhus, Dänemark, errichtet 2011/12, Architekt: ARIKTEMA Architects
- MySpace Student Housing, Trondheim, Norwegen, errichtet 2012, Architekt: MEK Architects